# Esthers orkester
|  | Denne artikel er oprettet af botten Steenthbot ud fra en ekstern database. Den kan derfor have sproglige fejl eller mangler. Denne skabelon kan fjernes efter kontrol af indholdet. |

Esthers orkester er en dansk børnefilm fra 2022 instrueret af Alexander Bak Sagmo.

## Handling
For Thomas har livet altid været noget, der skulle afværges. Hans kone Esther har dirigeret familiens orkester, men da hverdagen bliver vendt på hovedet, tvinges den distræte Thomas til at overtage dirigentstokken. Som familiefar og mand må Thomas nu holde fatningen, hente sine døtre og manøvrere rundt i, hvad der for alle andre bare er en helt almindelig, travl hverdag. I bakspejlet gennemlever Thomas dagen, hvor han møder Esther for første gang. To skæbnesvangre døgn flettes sammen: begge uperfekte, uforudsigelige og smukke på deres helt egen måde. Thomas konfronteres i disse to døgn med tiden, kærligheden og døden – tre ting som ikke kan afværges.

## Medvirkende
- Annika Aakjær
- Johannes Lilleøre
- Emma Pi